# Wijzerzin
|                                                       |  |
| Draaien in wijzerzin, met de wijzers van de klok mee. |  |

Draaien in wijzerzin (Vlaanderen), met de klok mee of rechtsom (Nederland) draaien is een manier om een draairichting aan te geven, in dit geval zoals de draaizin van een klok met wijzerplaat: 12 → 3 → 6 → 9 → 12.
Het rechtsom draaien is in de bovenkant naar rechts draaien, dit kan verwarrend zijn omdat dan de onderkant naar links gedraaid wordt. Men spreekt daarom in het Nederlands eerder van met (de wijzer van) de klok mee. De richting van de wijzer draait naar rechts, de route die de punt van de wijzer aflegt ook (de richting van die route is 90 graden gedraaid ten opzichte van de richting van de wijzer). Bij rechtsrijdend verkeer rijdt het verkeer op een rotonde linksom. Als men (per saldo) rechtdoor wil, noemt men echter de route ten opzichte van het midden van de rotonde (als obstakel) rechtsom, in de zin van rechts erlangs.
In de goniometrie en algemeen in de wiskunde wordt wijzerzin als negatieve draairichting gezien, en tegenwijzerzin als positieve.
Omgekeerd spreekt men van tegenwijzerzin of linksom, om een richting tégen de wijzers van klok aan te geven.
In de driedimensionale ruimte heeft dit begrip slechts betekenis indien men erbij zegt uit welke richting men kijkt.